# Palaquium calophyllum
Palaquium calophyllum är en tvåhjärtbladig växtart som först beskrevs av Johannes Elias Teijsmann och Simon Binnendijk, och fick sitt nu gällande namn av Jean Baptiste Louis Pierre och William Burck. Palaquium calophyllum ingår i släktet Palaquium och familjen Sapotaceae. Inga underarter finns listade i Catalogue of Life.